# Fern Kinney
Fern Kinney (* 11. Juli 1949 als Fern Kinney-Lewis in Jackson, Mississippi) ist eine ehemalige US-amerikanische R&B- und Popsängerin.

## Leben
Kinney begann ihre musikalische Laufbahn Mitte der 1960er Jahre. Als Ersatz für die Sängerin Patsy McClune wurde sie Mitglied des Mädchentrios The Poppies. Mit der Band gelang ihr 1966 auf dem Höhepunkt der Girlgroup-Welle der 1960er Jahre mit dem Titel Lullaby of Love ein Hit in den US-amerikanischen Billboard-Charts. Immer noch Mitglied der Band nahm sie 1968 bei Atlantic Records ihre erste Solosingle auf, deren kommerzieller Erfolg jedoch ausblieb.
Anfang der 1970er Jahre arbeitete sie in den Tonstudios Malaco und North American als Studiomusikerin und Backgroundsängerin. Unter anderem war sie auf Aufnahmen von Jean Knight und Frederick Knight zu hören. Den Soulsänger King Floyd unterstützte sie 1970 bei dessen Top-Ten-Single Groove Me und ihre ehemalige Bandkollegin Dorothy Moore bei deren Hitsingle Misty Blue aus dem Jahr 1976.
Mitte der 1970er Jahre zog sich Kinney aus dem Musikgeschäft zurück und verfolgte als Hausfrau ihr Privatleben. Doch schon 1979 entschloss sie sich, ein Comeback zu wagen, und nahm eine eigene Version von King Floyds Groove Me auf. Den Soulsong transformierte sie in eine Disconummer und erreichte damit Platz 6 der Billboard-Club-Play-Charts. Auch die Nachfolgesingle folgte dem gleichen Muster: Together We Are Beautiful, im Original von Ken Leray aus dem Jahr 1977, unterlegte sie mit einem langsamen, drückenden Discobeat. Die Single verfehlte zwar in ihrem Heimatland die Charts, stieg aber im März 1980 überraschend für eine Woche auf Platz 1 der britischen Hitliste.
In den folgenden Jahren veröffentlichte Kinney noch einige Singles im Discostil. Der Trend hatte aber seinen Zenit bereits überschritten und Kinney vermochte es nicht, ihren Erfolg zu wiederholen. Sie widmete sich wieder ihrem Job als Backgroundsängerin und blieb ein klassisches One-Hit-Wonder.

## Diskografie

### Alben
- 1979: Groove Me
- 1981: Fern
- 1982: Sweet Music

### Kompilationen
- 1988: Fern Kinney
- 1994: Chemistry – The Best of Fern Kinney

### Singles
- 1968: Your Love’s Not Reliable
- 1978: Sweet Life / Tonight’s the Night (mit Frederick Knight)
- 1979: Baby Let Me Kiss You
- 1979: I Want You Back
- 1979: Groove Me
- 1979: Together We Are Beautiful
- 1979: I’ve Been Lonely for so Long
- 1981: Let the Good Times Roll
- 1982: I’m Ready for Your Love / Boogie Box
- 1983: Beautiful Love Song